# HD224926
HD224926 — хімічно пекулярна зоря спектрального класу B8, що має видиму зоряну величину в смузі V приблизно  5,1.
Вона  розташована на відстані близько 408,7 світлових років від Сонця.

## Пекулярний хімічний склад
HD224926 належить до Хімічно пекулярних зір з пониженим вмістом гелію й в її  зоряній атмосфері спостерігається нестача He у порівнянні з його вмістом в атмосфері Сонця.

## Магнітне поле
Спектр даної зорі вказує на наявність магнітного поля у її зоряній атмосфері.
Напруженість повздовжної компоненти поля оціненої з аналізу
становить 47,2± 168,8 Гаус.